# بني احمد مدابر (عبس)

تعديل مصدري - تعديل

بني احمد مدابر هي إحدى قرى عزلة البتارية بمديرية عبس التابعة لمحافظة حجة، بلغ تعداد سكانها 78 نسمة حسب تعداد اليمن لعام 2004.